# Petra Burkaová
Petra Burkaová (* 17. listopadu 1946 Amsterdam) je bývalá kanadská krasobruslařka židovského původu.
Její rodiče se seznámili v terezínském ghettu; otec Jan Burka byl český výtvarník a matka Ellen Danbyová nizozemská krasobruslařská trenérka. Po válce žili v Nizozemsku, kde se jim narodila Petra a její mladší sestra Astra, a v roce 1951 se usadili v Kanadě.
Petra trénovala krasobruslení od deseti v Torontu pod vedením své matky a v patnácti letech se stala juniorskou mistryní Kanady. V roce 1962 byla na mistrovství světa v krasobruslení čtvrtá a v roce 1963 pátá. V roce 1964 získala první titul seniorské mistryně Kanady a obsadila třetí místo na olympiádě i na MS. V roce 1965 vyhrála domácí šampionát, severoamerický šampionát i mistrovství světa. V roce 1966 získala na světovém šampionátu bronzovou medaili.
Byla první ženou v historii, která v oficiální soutěži skočila trojitého salchowa. V letech 1964 a 1965 získala Cenu Bobbie Rosenfeldové pro kanadskou sportovkyni roku. Byla uvedena do Síně slávy kanadského sportu a Mezinárodní síně slávy židovského sportu, vystupovala v show Holiday on Ice a pak pracovala jako trenérka v Teamu Canada a televizní komentátorka pro Canadian Broadcasting Corporation.